# O Herre Gud af Himmelrik! Vad du är mild och misskundelig
O Herre Gud af Himmelrik! Vad du är mild och misskundelig är en svensk psalm av Jesper Swedberg.

## Publicerad i
- 1572 års psalmbok med titeln O HERRE Gudh i himmelrik/ Hwadh tu äst mild och miskundeligh.[2]
- Göteborgspsalmboken 1650 under rubriken "Om Menniskiones Elendigheet".[3]
- Den svenska psalmboken 1694 som nummer 248 under rubriken "Om Menniskiones fall och uprättelse".
- 1695 års psalmbok som nummer 216 under rubriken "Om Menniskiones Fall och Upprättelse".[1]